# Apeadeiro de Rio Seco
O Apeadeiro de Rio Seco foi uma interface da Linha do Algarve, que servia a zona de Rio Seco, no município de Faro, em Portugal.

## História
Este apeadeiro fazia parte do lanço da Linha do Algarve entre Faro e Olhão, que foi aberto à exploração no dia 1 de Maio de 1904 pela divisão do Sul e Sueste dos Caminhos de Ferro do Estado, sendo nessa altura considerado como parte do Caminho de Ferro do Sul.
Em 1 de Novembro de 1954, a Companhia dos Caminhos de Ferro Portugueses introduziu várias automotoras ao longo do Algarve, que serviam várias gares ao longo do caminho, incluindo Rio Seco, que nessa altura possuía a categoria de paragem.